# Maran (hönsras)

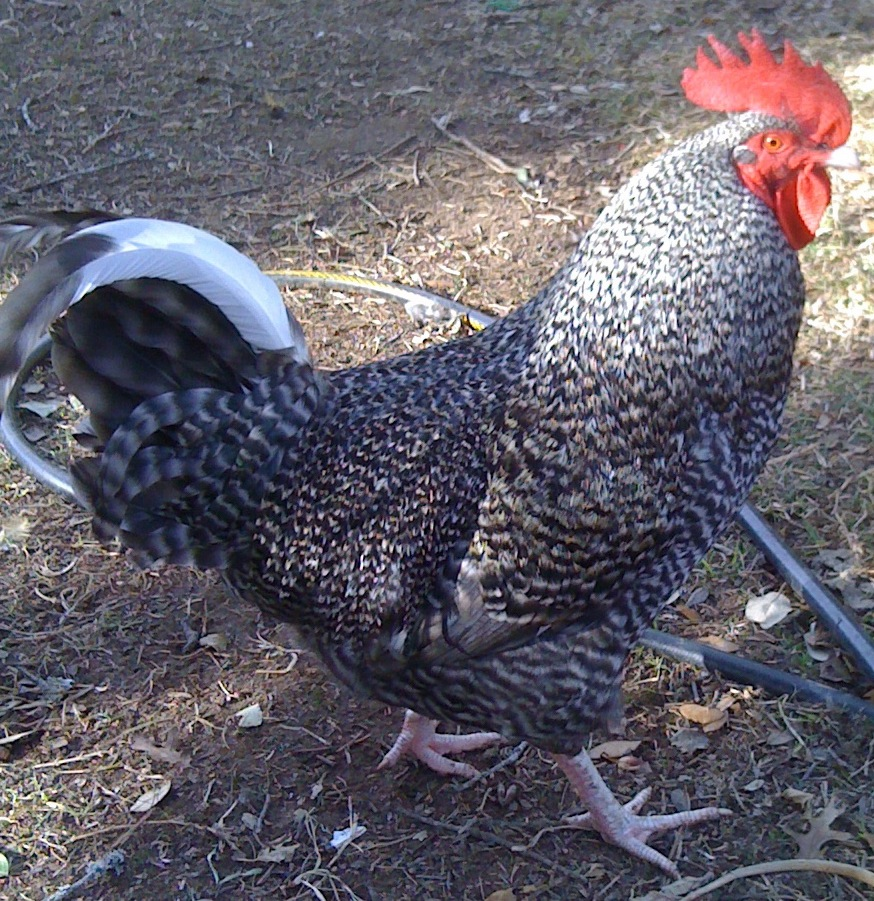
Gökfärgad marantupp

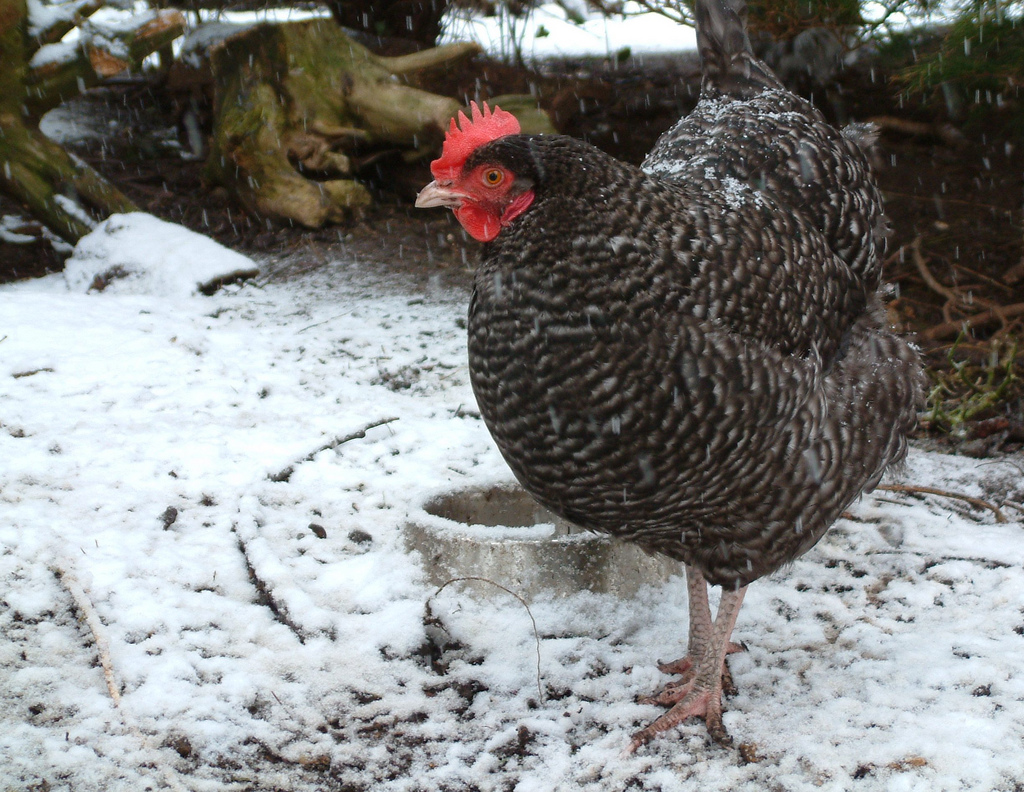
Gökfärgad maranhöna

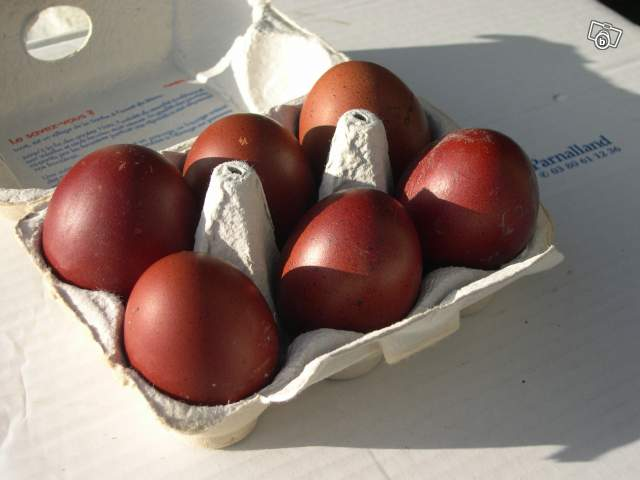
Maranägg

Maran är en tung hönsras som härstammar från den franska staden Marans, Charente-Maritime. Maran är en så kallad kombinationsras, det vill säga den är både en god köttras och en bra värphöna. Det finns även en framavlad dvärgversion i Frankrike.
Maran finns i flera olika färgvarianter. En höna väger 2,5 till 3 kilogram och en tupp väger 3,5 till 4 kilogram. För dvärgvarianten är vikten för en höna cirka 900 gram och vikten för en tupp cirka 1 kilogram. 
Utmärkande för maran är att äggen har en mycket mörkt brun skalfärg, närmast chokladbruna ägg anses som önskvärt. Äggvikten är cirka 65 gram för ägg från en stor höna. För dvärgvarianten är äggvikten cirka 40 gram. 
Hönorna har medelgod ruvlust. Kycklingarna ses väl efter av hönan och växer snabbt, de är jämförelsevis tåliga och robusta av sig, men blir fullt befjädrade relativt sent. En höna börjar värpa vid en uppnådd ålder av cirka 6 månander.
Rasen anses ha ett lugnt temperament, men kan vara något skygg.

## Färger
- Blå/kopparfärgad
- Gul/laxfärgad
- Gökfärgad
- Ljus
- Spättad
- Svart
- Svart/kopparfärgad
- Vetefärgad
- Vit